# Can Gasparó
Can Gasparó és una masia del municipi de Planoles (Ripollès) inclosa en l'Inventari del Patrimoni Arquitectònic de Catalunya.

## Descripció
Dels masos que constitueixen el veïnat de l'Aspra, Can Rubei, El Niu, La Casa Vella, Can Barraquer, Can Andalet i el Gasparó, s'ha escollit aquest últim per ser la mostra de l'estat més vetust de tots. De forma rectangular i allargada, habitacle i cabanya se succeeixen en alineació i orientació, predominant la disposició vertical de les obertures i la utilització de la fusta i maçoneria de pedra com a elements estructurals.